# Факултет по природни науки (Шуменски университет)
Факултетът по природни науки на Шуменския университет е център за подготовка на висококвалифицирани специалисти в областта на природните науки. Образуван е през 1971 г. Намира се в Корпус 1 на ШУ. Декан на факултета е проф. д-р Цветеслава Игнатова-Иванова. 
През учебната 2015/2016 г. се дипломират 68 магистри и 168 бакалаври.

## Ръководство
- Декан: доц. д-р Петинка Галчева
- Зам.-декан по учебна дейност: доц. д-р Росица Владева
- Зам.-декан по научноизследователска и художествено-творческа дейност: проф. д-р Цветеслава Иванова
- Зам.-декан по акредитация и качество: доц. д-р Росица Давидова
- Главен координатор на деканското ръководство: Красимира Димитрова

## Катедри
- Биология
- География, регионално развитие и туризъм
- Растителна защита, ботаника и зоология
- Физика и астрономия
- Химия

## Специалности
Специалности публикувани в официалния уебсайт на Шуменския университет (11 юни 2019 г.):
Бакалавърски специалности
- Биология и физика
- Биология и химия
- География и биология
- Педагогика на обучението по биология и физика
- Педагогика на обучението по биология и химия
- Педагогика на обучението по география и биология
- Педагогика на обучението по природни науки
- Педагогика на обучението по химия и опазване на околната среда
- Туризъм
- Астрономия
- Астрономия и метеорология
- Медицинска физика и радиоекология
- Физика
- Медицинска химия
- Химия
- Екология и опазване на околната среда
- География и регионална политика
- Растителна защита

Магистърски програми (след Бакалавър)
- Педагогика на обучението по биология и химия - магистърска програма Дидактика на биологията и здравното образование
- Педагогика на обучението по география и биология - магистърска програма География и интерактивно образование
- Педагогика на обучението по химия и опазване на околната среда - магистърска програма Методология на обучението по химия и опазване на околната среда
- Физика - магистърска програма Астрофизика
- Физика - магистърска програма Медицинска физика
- Физика - магистърска програма Метеорология
- Медицинска химия - магистърска програма Медицинска химия
- Химия - магистърска програма Екологична химия
- Химия - магистърска програма Екологични биотехнологии и контрол на храни
- Химия - магистърска програма Органична химия
- Химия - магистърска програма Химични аспекти в растителната защита
- Екология и опазване на околната среда - магистърска програма Биотероризъм и безопасност на храни
- Екология и опазване на околната среда - магистърска програма Екология на лечебните растения
- Екология и опазване на околната среда - магистърска програма Екология на микроорганизмите, биотехнологии, пречистване и контрол
- Екология и опазване на околната среда - магистърска програма Управление и опазване на екосистемите
- География и регионална политика - магистърска програма Приложна география и географски информационни системи
- География и регионална политика - магистърска програма Регионално развитие и туризъм
- Растителна защита - магистърска програма Растителна защита

Магистърски програми (след Професионален бакалавър)
- Растителна защита - магистърска програма Растителна защита